# Cirrostratus

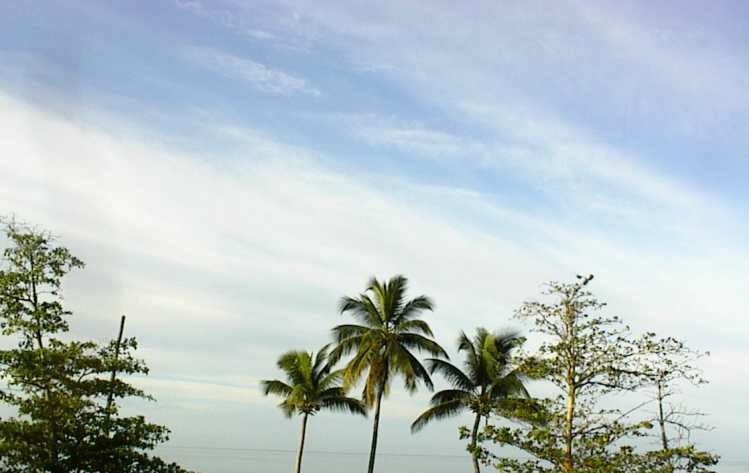
Cirrostratus

Cirrostratus (Cs) či řasová sloha, řasosloha je typ oblaku charakterizovaného jako průhledný bělavý závoj s vláknitou strukturou, ale  může být i bez zjevné struktury. 
Skládá se převážně z ledových krystalků; protože je oblakem ledovým, nevypadávají z něj srážky. Vzniká pozvolným stoupáním rozsáhlých vrstev vzduchu do velkých výšek - cirrostratus se řadí mezi oblaka vysokého patra, což v mírném pásmu znamená výšku od 5 do 13 km (v polárních oblastech pak 3 – 8 km, v tropických 6 – 18 km). Ovšem může také vzniknout z jiných typů oblaků; spojením cirrů nebo částí cirrocumulů, nebo vypadáváním ledových krystalků z cirrocumulu. Další alternativou je zmenšení tloušťky altostratu či rozšíření kovadliny cumulonimbu.  
Na cirrostratu lze často pozorovat halové jevy. Někdy je oblak dokonce tak tenký, že pouze halo prozrazuje jeho existenci. 
Pro cirrostratus je charakteristické prosvítání Slunce či Měsíce. Pokud prosvítá Slunce, pak předměty na zemi vrhají stíny.  Jediná výjimka nastává v zimě, kdy je Slunce natolik nízko nad obzorem, že oblakem neprosvítá. 
Výskyt tohoto oblaku většinou doprovází přibližování teplé fronty (brzké zhoršení počasí).